# Mauthausen (KL)

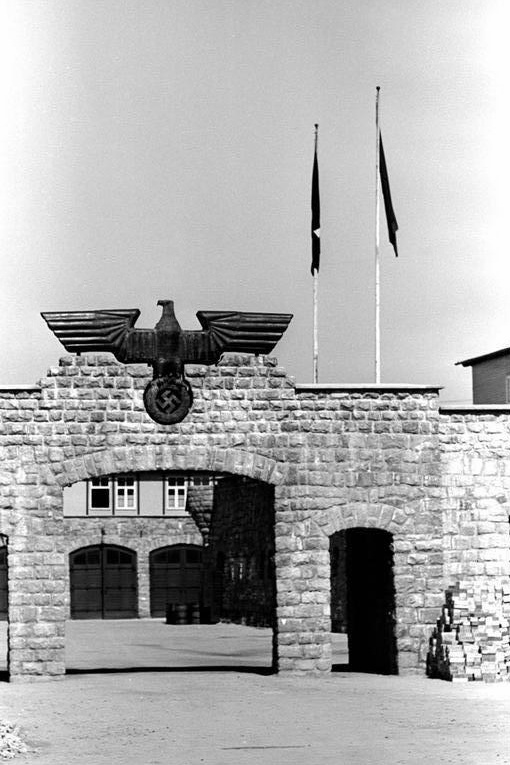

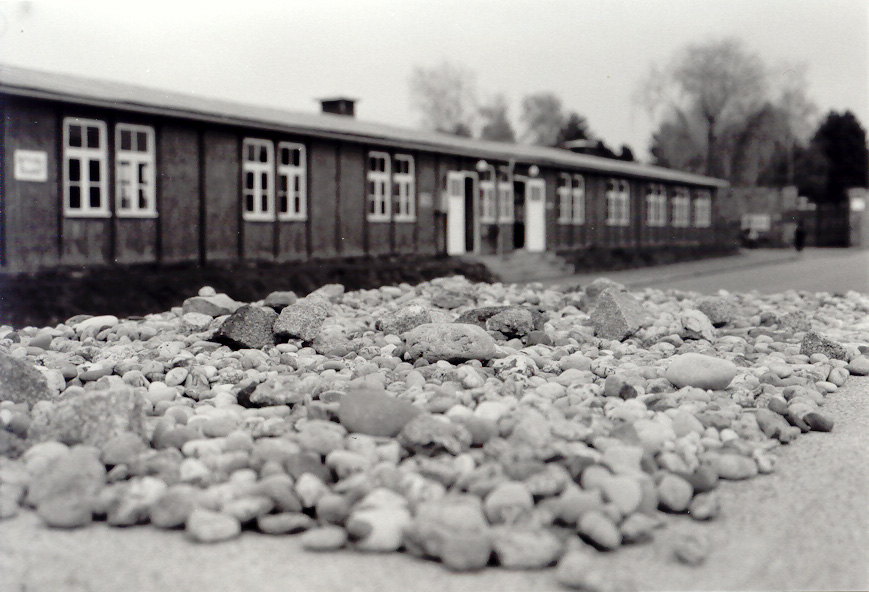
Mauthausen: Jeden z baraków z kamieniami pozostawionymi przez odwiedzających to miejsce Żydów dla pamięci wymordowanych.

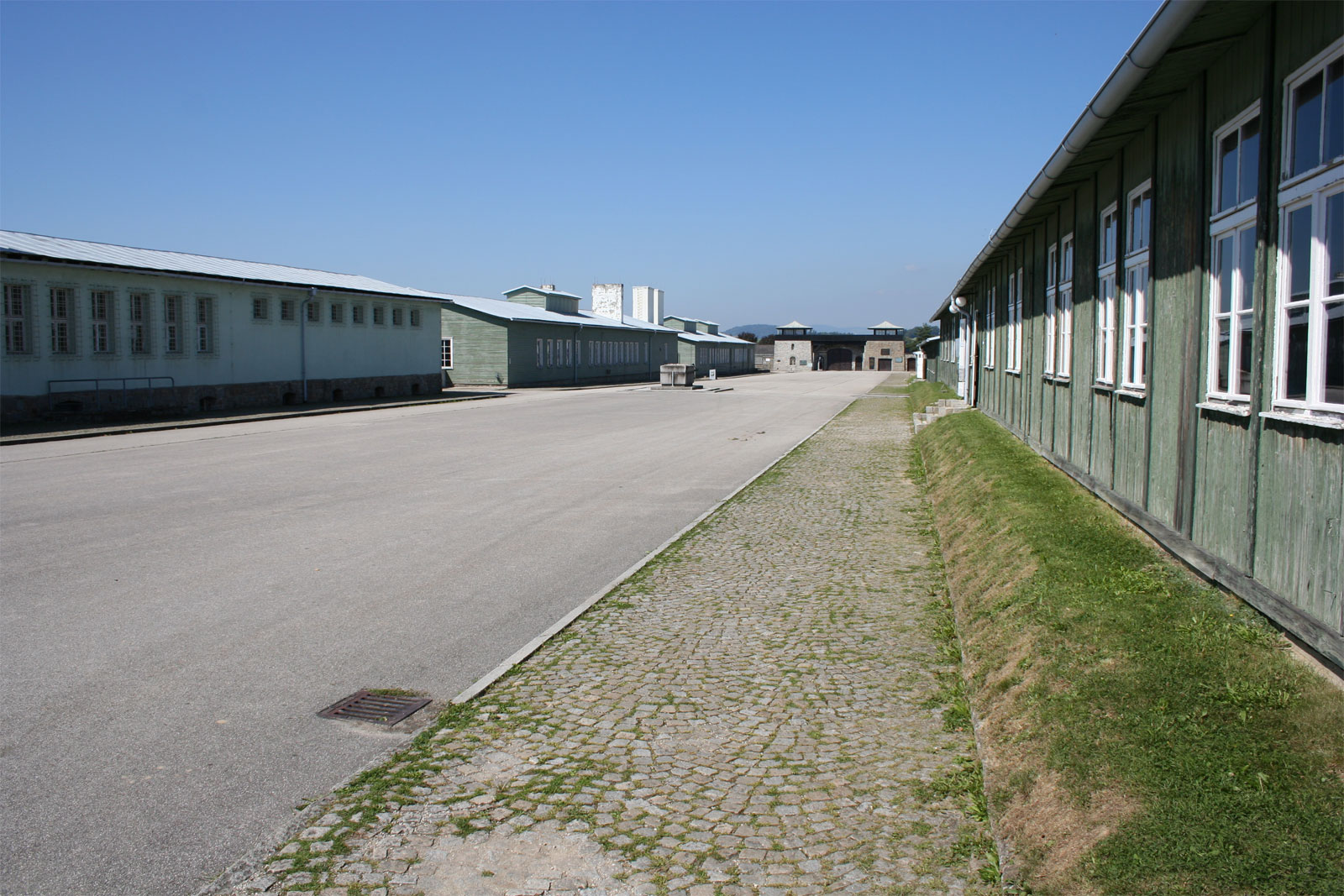
KL Mauthausen: fragment dawnego obozu (2006 rok)

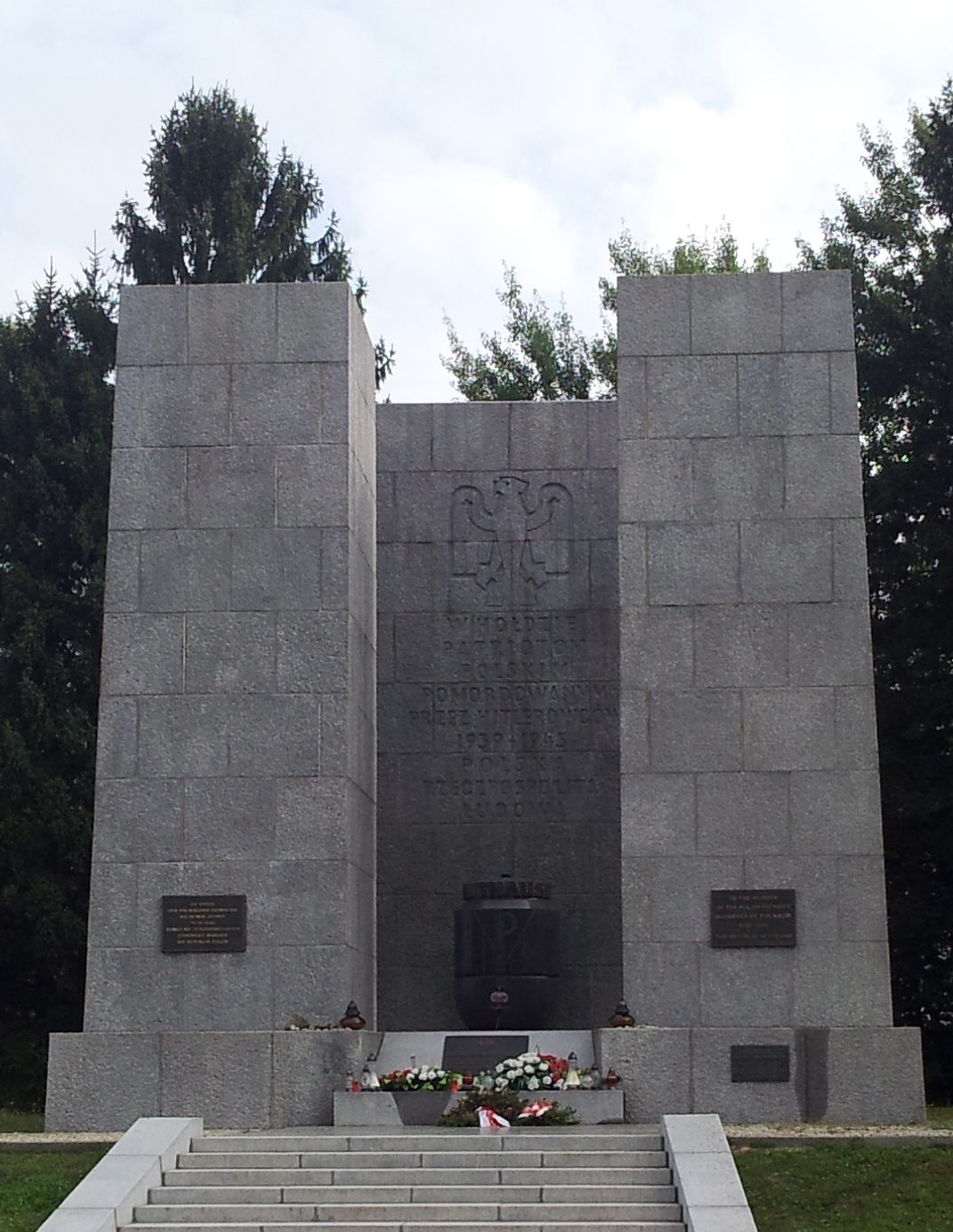
Mauthausen: pomnik polskich ofiar KL Mauthausen-Gusen (proj. Stanisław Sikora i Teodor Bursche)

Konzentrationslager Mauthausen – zespół niemieckich nazistowskich obozów koncentracyjnych usytuowany w pobliżu miejscowości Mauthausen (ok. 20 km od Linzu) w Austrii. Utworzony 8 sierpnia 1938, niedługo po „anschlussie” Austrii, funkcjonował aż do wyzwolenia przez armię amerykańską 5 maja 1945. Obóz koncentracyjny Mauthausen wraz z jego filią w Gusen był znaczącym miejscem eksterminacji polskiej inteligencji w ramach tzw. Intelligenzaktion.

## Historia
KL Mauthausen został założony 8 sierpnia 1938 w miejscowości Mauthausen w pobliżu największego austriackiego kamieniołomu granitu (Wiener Graben). Lokalizacja była ściśle związana z utworzonym w 1938 przez Heinricha Himmlera przedsiębiorstwem Deutsche Erd- und Steinwerke. Początkowo komendantem obozu został Albert Sauer, ale już od 17 lutego 1939 i do końca jego funkcjonowania funkcję tę pełnił Franz Ziereis.
Obok głównego obozu w Mauthausen funkcjonowały również jego filie: największa (większa od obozu macierzystego) w Gusen, Ebensee, Melk, Steyr-Münichholz, Schlier-Redl-Zipf, Gunskirchen, Amstetten, Wiener-Neudorf, Schwechat-Wien, St. Valentin, Sauerwerke-Wien i inne mniejsze. We wrześniu 1944 utworzono w Mauthausen podobóz kobiecy, do którego przysłano więźniarki z obozów koncentracyjnych Ravensbrück, Bergen-Belsen, Gross Rosen i Buchenwaldu.
Wiosną 1945 w Mauthausen przebywało wielu więźniów ewakuowanych z Auschwitz-Birkenau w czasie marszów śmierci).
Pod koniec kwietnia 1945, wobec zbliżającego się frontu, część SS-manów opuściła obóz. 5 maja 1945 o godz. 17:00 na teren obozu wkroczyła armia amerykańska. Więźniowie i wyzwoliciele dokonali samosądu na złapanych strażnikach SS oraz wielu blokowych i kapach komand, których ciała zostały spalone w grobach masowych na oczach lokalnej ludności, przymuszonej niezależnie od wieku do oglądania egzekucji.
Komendant obozu Mauthausen, Franz Ziereis, po ucieczce w góry został postrzelony przez Amerykanów, następnie jego ciało zostało oznaczone swastyką i powieszone na drutach kolczastych obozu przez byłych więźniów.
Jeszcze w 1945 Sowieci wykorzystywali budynki obozu jako baraki dla wojska. Jednocześnie prowadzili demontaż części konstrukcji obozowych, w szczególności elementów podziemnych fabryk Gusen, które sukcesywnie wysyłali do Związku Radzieckiego. Tunele zostały wysadzone.
W latach 1961–1965 na terenie KL Mauthausen, z inicjatywy byłych więźniów, powstało Miejsce Pamięci Mauthausen.

## Komercyjny wymiar funkcjonowania obozu
W ciągu II wojny światowej więźniowie rozlokowani w wielu podobozach wykorzystywani byli do niewolniczej pracy na rzecz niemieckiego przemysłu zbrojeniowego. Z pracy niewolniczej więźniów korzystał szereg niemieckich i austriackich przedsiębiorstw zbrojeniowych, jak: Messerschmitt GmbH, Heinkel, Bayer, Steyr, Accumulatoren-Fabrik AFA, Österreichische Sauerwerks i inne.
W 1945 KL Mauthausen liczył 56 podobozów. Niektóre z nich słynęły z wyjątkowo wyczerpującej pracy, na przykład w podziemnych tunelach „Bergkristall-Bau” („Gusen II”).
| Niemieckie i austriackie przedsiębiorstwa korzystające z niewolniczej pracy w Mauthausen-Gusen | Niemieckie i austriackie przedsiębiorstwa korzystające z niewolniczej pracy w Mauthausen-Gusen |
| ---------------------------------------------------------------------------------------------- | ---------------------------------------------------------------------------------------------- |
| DEST (Deutsche Erd- und Steinwerke)                                                            |                                                                                                |
| Accumulatoren-Fabrik AFA (główny niemiecki producent baterii do niemieckich okrętów U-Boot)    |                                                                                                |
| Bayer (główny niemiecki producent art. medycznych i lekarstw)                                  |                                                                                                |
| Deutsche Bergwerks- und Hüttenbau                                                              |                                                                                                |
| Linz, siedziba Eisenwerke Oberdonau (główny dostawca stali dla niemieckich czołgów Panzer)     |                                                                                                |
| Flugmotorenwerke Ostmark (producent silników lotniczych)                                       |                                                                                                |
| Otto Eberhard Patronenfabrik (fabryka amunicji)                                                |                                                                                                |
| Heinkel i Messerschmitt (fabryka samolotów, a także rakiet V-2)                                |                                                                                                |
| Österreichische Sauerwerks (producent broni)                                                   |                                                                                                |
| Raxwerke (maszyny i rakiety V-2)                                                               |                                                                                                |
| Steyr-Daimler-Puch (broń i pojazdy)                                                            |                                                                                                |
| Universale Hoch und Tiefbau (konstrukcje tuneli Loibl Pass)                                    |                                                                                                |

## Więźniowie i ofiary
Z początku więźniami byli prawie wyłącznie niemieccy i austriaccy socjaliści, komuniści, Świadkowie Jehowy, antyfaszyści i homoseksualiści. Od połowy 1940 r. miejsce zsyłania Polaków, m.in. z "Kraju Warty" w ramach realizacji dużej akcji represyjnej przeciwko polskiej inteligencji na tym obszarze (tzw. Intelligenzaktion).
Śmiertelność wśród więźniów wzrastała, co już w styczniu 1941 spowodowało zainstalowanie krematoriów. W lutym 1942 przeprowadzono pierwsze zagazowanie więźniów, prób tych dokonano na jeńcach radzieckich, których duże grupy dotarły tu w drugiej połowie 1941. Wśród wielu innych narodowości były tu również duże grupy Węgrów i Holendrów.
KL Mauthausen był również jednym z miejsc zagłady austriackich Żydów.
W obozie koncentracyjnym w Mauthausen oraz jego podobozie w Gusen naziści uwięzili również około 450 Świadków Jehowy.
Więźniowie tworzyli w ramach obozu ruch oporu.
Szczególnie ostatnie miesiące przed wyzwoleniem były dla więźniów wyjątkowo dotkliwe, co wiązało się z trudnościami Niemiec w kwestiach zaopatrzeniowych.
Przez obóz przeszło 335 tys. więźniów, z czego – wedle bardzo zróżnicowanych szacunków – zmarło od 81 do 122 tys. Internetowa strona obozu podaje listę 81 tys. znanych z imienia i nazwiska osób umęczonych na śmierć w kompleksie obozów.
Porażający opis codziennego funkcjonowania obozu i warunków bytowania więźniów i ich śmierci przekazał jego więzień (16 VIII 1940 – 5 V 1945) – Stanisław Grzesiuk w publikacji "Pięć lat kacetu", która zaliczana jest do klasyki literatury obozowej. Grzesiuk wspomina w swojej książce współwięźnia i serdecznego przyjaciela - Stefana Krukowskiego, który podobnie jak on opisał wspomnienia z Mauthausen. Stefan Krukowski jest autorem trzech pozycji: „Byłem KAPO”, „Nad Pięknym Modrym Dunajem” oraz „Bieg z Przeszkodami”, z czego ostatnią opowiada o czasie wyzwolenia i likwidacji obozu. 